# 稲穀倉社区
稲穀倉社区（とうこくそうしゃく）は、広州市越秀区六榕街道の社区。

## 交通
- 地下鉄の駅：
- バス：